# Paulo Azeredo
Paulo Euclides Garcia Azeredo CavMM (Montenegro, 12 de dezembro de 1956) é um professor e político brasileiro filiado ao Partido da Social Democracia Brasileira (PSDB). Deputado estadual do Rio Grande do Sul por cinco mandatos, foi também o 45.º prefeito de Montenegro entre 2013 a 2015. Pelo Partido da Frente Liberal (PFL), foi vereador da mesma cidade.
Foi eleito vereador de Montenegro em 1988, sendo o segundo mais votado naquela eleição. Foi eleito deputado estadual em 1994, pelo PDT. Foi reeleito em 1998, 2002 e 2006.
Em 2004, Paulo Azeredo foi admitido pelo presidente Luiz Inácio Lula da Silva à Ordem do Mérito Militar no grau de Cavaleiro especial.
Concorreu novamente em 2010, mas ficou como segundo suplente. Assumiu a vaga de deputado estadual em 11 de outubro de 2011, após Ciro Simoni se afastar para assumir o cargo de secretário de saúde do estado.
Foi eleito prefeito de Montenegro em 2012 com 38,69% dos votos válidos, vencendo com uma diferença de apenas 56 votos em relação ao segundo candidato, Marcelo Cardona, do Partido Progressista. Em 25 de maio de 2015, teve o seu mandato de prefeito cassado pela Câmara de Vereadores por uma votação de oito a dois. O vice-prefeito Luiz Américo Alves Aldana o sucedeu.
Na eleição municipal de 2016, Azeredo candidatou-se à Câmara Municipal de Montenegro. No dia da eleição, teve 725 votos. Naquele momento, seus votos foram considerados nulos devido a decisões do Judiciário. No entanto, em maio de 2017, o ministro Herman Benjamin, do Tribunal Superior Eleitoral, considerou válidos os votos de Azeredo.

## Histórico eleitoral
| Ano  | Eleição                 | Coligação                             | Partido | Candidato a       | Votos           | Resultado               |
| ---- | ----------------------- | ------------------------------------- | ------- | ----------------- | --------------- | ----------------------- |
| 1988 | Municipal de Montenegro | Partido não coligado                  | PFL     | Vereador          | 645             | Eleito                  |
| 1992 | Municipal de Montenegro | Partido não coligado                  | PDT     | Prefeito          | 8.272 (32,63%)  | Não eleito              |
| 1994 | Estadual                | PDT/PMN/PP                            | PDT     | Deputado Estadual | 22.533          | Eleito                  |
| 1998 | Estadual                | Partido não coligado                  | PDT     | Deputado Estadual | 23.798          | Eleito                  |
| 2002 | Estadual                | PDT / PAN                             | PDT     | Deputado Estadual | 41.575          | Eleito                  |
| 2006 | Estadual                | Partido não coligado                  | PDT     | Deputado Estadual | 31.158          | Eleito                  |
| 2008 | Municipal de Montenegro | Montenegro Mais (PDT/PSDB/PR/PTB/PRB) | PDT     | Prefeito          | 14.102 (41,93%) | Não eleito              |
| 2010 | Estadual                | Partido não coligado                  | PDT     | Deputado Estadual | 31.029          | Suplente                |
| 2012 | Municipal de Montenegro | Aliança com o Povo (PDT/PSOL)         | PDT     | Prefeito          | 12.580 (38,69%) | Eleito                  |
| 2016 | Municipal de Montenegro | PDT / PR                              | PDT     | Vereador          | 725             | Indeferido / Não eleito |